# 박재혁 (프로게이머)
박재혁(1987년 4월 11일 ~ )은 대한민국의 전직 스타크래프트 프로게이머이자 프로게임단 코치로 종족은 저그였으며 아이디는 KT.MGW)HyuK를 사용했다.

## 생애
2006년 상반기 드래프트에서 SK텔레콤 T1의 2차 지명으로 입단하였다.
삼성전자 칸에서 프로게이머 활동을 했었던 박성준과 형제관계이다.
경남-STX컵 마스터즈 2009에서 4명(진영수, 이신형, 조일장, 김구현)을 연파하며, SK텔레콤의 저그 에이스로 거듭났다.
이후 기복이 심한 플레이를 보이다가, 2010년 하반기에 개인리그에서 좋은 성적을 거두고 특히 박카스 스타리그 2010에서는 디펜딩 챔피언 이영호를 꺾고 8강에 오르며 비로소 자신의 이름을 드높였다. 또한 2011 진에어 스타리그에서는 이제동과의 경기에서 압도적인 뮤탈리스크와 컨트롤로 이제동을 격파했다.
2012년 SK플래닛 스타크래프트 프로리그 시즌2부로 플레잉코치로 보직을 변경하였다.
2013년 7월 프로리그 로스터에 플레잉코치에서 코치로 보직이 변경되었다..
2014년 4월 프로리그 로스터에서 말소되면서 프로게이머를 완전히 은퇴하였다.

## 주요 기록

### 전적
통산전적 (12.04.15 기준)
|             | 경기 | 승-패 | 승률  |
| ----------- | ---- | ----- | ----- |
| 대 테란     | 51   | 14–37 | 27.5% |
| 대 저그     | 63   | 29–34 | 46.0% |
| 대 프로토스 | 47   | 27–20 | 57.4% |
| 총합        | 161  | 70–91 | 43.5% |

### 수상 경력

#### 선수
- 2003년 경남신문배 스타크래프트 대회 3위
- 2005년 제12회 커리지 매치 입상
- 2008년 인크루트 스타리그 2008 36강
- 2009년 로스트사가 MSL 2009 32강
- 2009년 경남-STX컵 마스터즈 2009 결승전 MVP
- 2009년 EVER 스타리그 2009 36강
- 2009년 NATE MSL 2009 32강
- 2010년 하나대투증권 MSL 2010 32강
- 2010년 빅파일 MSL 2010 16강
- 2010년 대한항공 스타리그 2010 시즌2 16강
- 2010년 박카스 스타리그 2010 8강
- 2011년 ABC마트 MSL 2011 16강
- 2011년 진에어 스타리그 2011 8강
- 2012년 Tving 스타리그 2012 24강
- 2014년 스베누 10차 소닉 스타리그 32강
- 2015년 스베누 11차 소닉 스타리그 시즌2 16강

#### 코치
- 2012년 SK플래닛 스타크래프트 II 프로리그 시즌 2 3위
- 2013년 SK플래닛 스타크래프트 II 프로리그 12-13 4위
- 2014년 SK텔레콤 스타크래프트 II 프로리그 2014 1라운드 준우승